# Fuad Saad
Fuad al-Saad – libański prawnik i polityk, katolik obrządku maronickiego. Ukończył prawo, nauki polityczne oraz historię i geografię na Uniwersytecie Św. Józefa w Bejrucie. W 1991 roku został mianowany deputowanym libańskiego parlamentu. Wybrany w wyborach w latach 1992, 2000, 2005 i 2009 z list Zgromadzenia Demokratycznego. W październiku 2000 roku objął stanowisko sekretarza stanu ds. reformy administracji w rządzie Rafika al-Haririego. Fuad al-Saad był jednym z 29 deputowanych, którzy sprzeciwili się przedłużeniu kadencji prezydenta Émile'a Lahouda w 2004 roku.